# Comtat de Kalmar
El Comtat de Kalmar, o Kalmar län és un comtat o län al sud de Suècia. Fa frontera amb els comtats de Kronoberg, Jönköping, Blekinge i Östergötland. A l'est, a la costa del Mar Bàltic hi ha l'illa de Gotland.
Els comtats són unitats administratives. Geogràficament el comtat de Kalmar cobreix la part orienta de la província de Småland i l'illa sencera d'Öland.

## Municipis

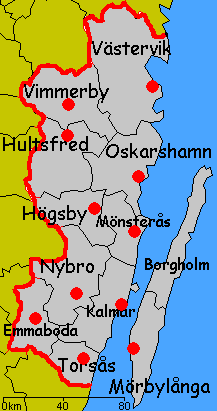
Municipis del comtat de Kalmar

Al continent:
- Emmaboda
- Hultsfred
- Högsby
- Kalmar
- Mönsterås
- Nybro
- Oskarshamn
- Torsås
- Vimmerby
- Västervik

A l'illa d'Öland:
- Borgholm
- Mörbylånga